# Arthur Wolff (Architekt)
Arthur Wolff (* 18. Oktober 1875 in Unruhstadt, Kreis Bomst, Provinz Posen; † 31. Januar 1923 in Berlin-Charlottenburg) war ein deutsch-jüdischer Architekt.

## Herkunft, Leben
Arthur Wolff war der zweite Sohn des jüdischen Seifenfabrikanten Selig (Seelig) Wolff und dessen Ehefrau Dorothea Wolff geborene Kronheim. Die aus Unruhstadt bzw. Storchnest stammenden Eltern lebten ab 1903 in Berlin, wo die Mutter 1917 starb. Der Vater wurde 1903 als Rentier und 1917 als Ziegeleibesitzer bezeichnet, er starb 1925 in Berlin-Charlottenburg. Der zwei Jahre ältere Bruder Sally Wolff war Ziegeleibesitzer in Berlin.
Arthur Wolff starb 1923 in Berlin im Haus Joachimsthaler Straße 20 (d. h. wahrscheinlich im West-Sanatorium). Er wurde auf dem Jüdischen Friedhof Berlin-Weißensee in einem Familiengrab beigesetzt.
Wolff war verheiratet und hatte eine Tochter. Seiner Witwe Cornelia Wolff geb. Gerstle und der Tochter gelang später die Flucht ins Ausland.

## Berufliche Laufbahn, Bauten
Arthur Wolff ist ab 1906 im Berliner Adressbuch als Architekt und ab 1907 als Inhaber eines Bureaus für Architektur und Bauausführung verzeichnet, zuerst in Berlin-Mitte im Haus Schäferstraße 6, dann im Haus Brückenstraße 15 und im Haus Kaiserhofstraße 1. Um 1909 erfolgte der Umzug ins Bayerische Viertel nach Schöneberg, 1910 war das Büro im Gebäude Bayerischer Platz 8 untergebracht. Ab 1908 ließ Arthur Wolff die von ihm entworfene fünfgeschossige Wohn- und Geschäftshaus-Baugruppe Innsbrucker Straße 58 / Bayerischer Platz 9 / Salzburger Straße 13 errichten, in das Haus Bayerischer Platz 9 zogen nach Fertigstellung 1911 sein Architekturbüro und seine Familie ein. Die Baugruppe steht unter Denkmalschutz.
Weitere Bauten von Arthur Wolff sind (Auswahl):
- 1910–1911: Mehrfamilienhaus Knesebeckstraße 96 in (Berlin-)Charlottenburg (unter Denkmalschutz[4])
- 1915–1917: Waldsiedlung Hakenfelde (160 Wohnungen in Reihenhäusern; unter Denkmalschutz[5])
- 1921–1922: Doppelwohnhaus Alemannenallee 4/5 in Berlin-Westend (in der linken Haushälfte (Nr. 5) Wohnsitz und Büro ab 1922; unter Denkmalschutz[6])